# Émil Goeldi
Emil Augustus Goeldi (ook Göldi) (Ennetbühl, 28 augustus 1859  -  Zürich, 5 juli 1917) was een Zwitserse natuuronderzoeker  en vooral actief in Brazilië. Hij is daar bekend onder de naam Emílio Goeldi. Goeldi was een leerling van Ernst Haeckel en verbleef al in 1880 in Brazilië. Hij werkte eerst korte tijd bij het Nationaal Museum van Brazilië. Daarna ging hij op uitnodiging van de gouverneur in het Natuurhistorisch en etnografisch Museum van de deelstaat Pará in de stad Belém aan de slag. Dit museum werd in 1866 opgericht en is door hem grondig gereorganiseerd. Deze instelling wordt nu naar hem vernoemd: Museu Paraense Emílio Goeldi.
Goeldi is vooral bekend geworden door zijn bestudering van de Braziliaanse vogels en zoogdieren. In 1905 keerde hij terug naar Zwitserland. Goeldi heeft voor musea meer dan 13.000 specimens van dieren verzameld, die op de meest uiteenlopende manieren bewaard zijn. In deze collectie zijn veel nieuw ontdekte diersoorten (die vaak door anderen werden beschreven). Het grootste deel van wat er van deze verzameling bewaard is gebleven, bevindt zich in het natuurhistorisch museum van de gemeente Bern.